# Norra Bäckasjön (Kyrkhults socken, Blekinge, 625179-142188)
Norra Bäckasjön är en sjö i Olofströms kommun i Blekinge och ingår i Skräbeåns huvudavrinningsområde.